# The Core Media Player
The Core Media Player (сокр. «TCMP») — это условно-бесплатный мультимедийный проигрыватель с закрытым исходным кодом для воспроизведения аудио- и видеофайлов.
Утилита является кроссплатформенным программным обеспечением и распространяется в двух редакциях, Free Edition (Freeware) и Premium Edition (Shareware). Бесплатная версия является более скромной по функциональным возможностям, в ней отсутствует поддержка DVD, а также существует ограниченный лимит количества подключаемых плагинов.

## Описание
Медиаплеер может воспроизводить большинство известных аудио- и видеоформатов файлов (MP3, WAV, Ogg Vorbis, OGG, MID, OGM, AVI, Xvid, MPEG-1 и прочие), а также позволяет осуществлять подключение новых форматов через встроенные фильтры DirectShow, поддерживает скины, плагины (в том числе от Winamp, Digital Signal Processing — DSP и Visualization — VIS) и работу с плей-листами в форматах M3U, PLS, XML, NPL.

## Возможности
- Воспроизведение распространённых аудио- и видеоформатов.
- Поддержка YouTube.
- DirectShow всех кодеков (CoreAVC, CoreAAC, DivX, XviD и другие).
- Подключение плагинов VIS и DSP от WinAmp 2.xx.
- Медиа библиотека «CoreTheque».
- Поддержка плей-листов M3U, PLS, XML, NPL.
- Виджеты для создания уникального интерфейса, без ограничений, под вкус и фантазию пользователя.
- Поддержка процессоров ARM9, ARM11, MIPS.
- Широкополосный эквалайзер.
- Поддержка операционных систем Symbian (все), Windows CE (3.x — 4.x), Windows Mobile/Smartphone (5.x — 6.x), Palm и Linux (только для OEM).
- Поддержка Bluetooth.
- Многоязычная поддержка языков (+30).
- Podcast.
- Поддержка графических процессоров Intel 2700G, ATI Imageon, QTV (с ограничениями), Marvell Monahan Processors.
- Полнофункциональное воспроизведение некоторых сжатых аудио- и видеоформатов.
- Субтитры.